# 吉川国経
吉川 国経（きっかわ くにつね）は、戦国時代の武将。安芸国国人・吉川氏12代当主。

## 生涯
嘉吉3年（1443年）、吉川経基の長男として誕生。
永正6年（1509年）、家督を継いで当主となる。永正4年（1507年）に周防国の大内義興と出雲国の尼子経久が室町幕府12代将軍・足利義稙を擁して上洛した際には従軍し、永正8年（1511年）の船岡山合戦にも参加した。
後に尼子経久が勢力拡大を図り大内義興と戦いを始めると、永正14年（1517年）から尼子氏に味方して大内氏の動向を伝えた。また、経久の命により、毛利氏取り込みのために娘・妙玖を毛利元就に嫁がせている。
大永2年（1522年）に長男の吉川元経が死去すると、嫡孫・吉川興経（千法師）の補佐・後見にあたった。
享禄4年（1531年）4月18日に死去。大朝新庄の洞泉寺に葬られる。

## 関連作品
- 『毛利元就』（1997年、NHK大河ドラマ、演：草薙幸二郎）